# Glischropus bucephalus
Glischropus bucephalus és una espècie de ratpenat de la família dels vespertiliònids. És endèmic d'Indoxina.

## Descripció

### Dimensions
És un ratpenat de petites dimensions, amb una llargada de l'avantbraç de 32,1-35,7 mm i un pes d'aproximadament 7 g.

### Aspecte
El pelatge és llarg. El color general del cos és marró fosc, amb la punta dels pèls marró-groguenca. El musell és ample, amb dues masses glandulars als costats. Les orelles són de dimensions moderades, ben separades entre si, amb l'extremitat arrodonida i fosques. El tragus és relativament prim, amb la punta arrodonida i lleugerament plegat cap endavant. Les membranes alars estan acoblades posteriorment a la base dels dits del peu, mentre el calcani té un lòbul central ben desenvolupat. A la base del polze hi ha un coixinet rosa de forma oval, que mesura aproximadament 3 mm. La planta dels peus està engruixida i manca de pigment. La cua és llarga i inclosa completament a l'ample uropatagi.

## Biologia

### Comportament
Es refugia a l'interior de les canyes de bambú, en particular als internodes.

### Reproducció
Una femella que alletava fou capturada al mes de maig.

## Distribució i hàbitat
Aquesta espècie es troba a Tailàndia, el Myanmar sud-oriental, el Vietnam i Laos centrals i meridionals i la província de Mondulkiri, a la Cambodja oriental.
Viu als boscos secundaris de Dipterocarpi, boscos perennifolis de turons i prats on hi ha plantes de bambú gegant.

## Estat de conservació
Com que fou descoberta fa poc, l'estat de conservació d'aquesta espècie encara no ha estat avaluat formalment.